# Agapenor
Agapenor (gr. Αγαπήνωρ Agapēnōr) – król Tegei w Arkadii, syn Ankajosa. Postać z mitologii greckiej.

## Życie
Agapenor był synem Ankajosa i Ios, a wnukiem króla Tegei Likurga. Kiedy Likurg umierał jego synowie już nie żyli, królem Tegei został więc po nim wnuk jego brata Cefeusza, Echemos. Po jego śmierci na tron wstąpił Agapenor. W czasie swego panowania Agapenor pomógł synom Alkmeona: Akarnanowi i Amfoterosowi pomścić śmierć ojca na synach Fegeusa: Agenorze i Pronoosie. Agapenor był jednym z zalotników Heleny i związał się przysięga daną Tyndareosowi, że uszanuje jej wybór, a gdyby jej męża napadnięto przyjdzie mu z pomocą. Kiedy więc Parys porwał Helenę wyruszył pod Troję. Homer przedstawia go jako dowódcę wojsk arkadyjskich.
Po zdobyciu Troi w drodze powrotnej jego okręt został rozbity przez burzę i zniesiony na Cypr. Agapenor założył tam miasto Pafos i wzniósł świątynię poświęconą Afrodycie. Jego następcą na tronie arkadyjskim został Hippotoos, syn Kerkyona